# Лебедева-Разумова, Матрёна Николаевна

Бюст

Матрёна Николаевна Лебедева-Разумова (1880—1949) — русская революционерка, депутат Иваново-Вознесенского совета рабочих депутатов, член РСДРП.
Партийная кличка — «Канарейка»

## Биография
Родилась в крестьянской семье деревни Некрасово (Нерехтский уезд, Костромская губерния; сейчас Фурмановский район, Ивановская область). В 10 лет начала работать, затем выучила грамоту. После того как устроилась на работу на фабрике Н. Дербенёва, стала посещать марксистские кружки и в 1904 году вступила в РСДРП.
В состав Иваново-Вознесенского совета была избрана летом 1905 года. В 1906 году по заданию партии в Середе (ныне Фурманов) занималась агитацией среди рабочих
После Февральской революции Лебедева-Разумова снова была избрана депутатом Иваново-Вознесенского совета, членом его исполкома. Работала на фабрике Н. Гарелина, входила в её фабком. Лебедева-Разумова участвовала в создании «Союза солдатских жён». В 20-х годах заведовала женотделом Ивановского губкома партии, работала в губпрофсовете, избрана председателем губотдела профсоюза пищевиков.

## Память
Именем Лебедевой-Разумовой в Иванове названа улица. В Мемориале на Талке был установлен гранитный бюст.